# Edifici Botella
L'edifici Botella és un edifici residencial modernista de 1906 situat al cantó d l'Albereda amb el Portal del Lleó de la ciutat de Xàtiva, la Costera, País Valencià.

## Edifici
L'edifici té un programa residencial resolt en tres altures i una de golfes, amb habitatges diferenciats en cadascun dels pisos, on l'accés i el nucli de les escales queden adossats a la mitgera de la façana menor. La planta baixa fou ràpidament utilitzada com a local comercial, ús que conserva, amb accés independent al dels habitatges.
En la disposició dels pisos ja no apareix l'entresòl, així que la significació tradicional del pis principal no es dona, passant a ser el primer pis la major rellevància, però així i tot no es nota a l'exterior més que en el tracatament del xamfrà, i amb alguna diferència en el tractament dels buits principals.

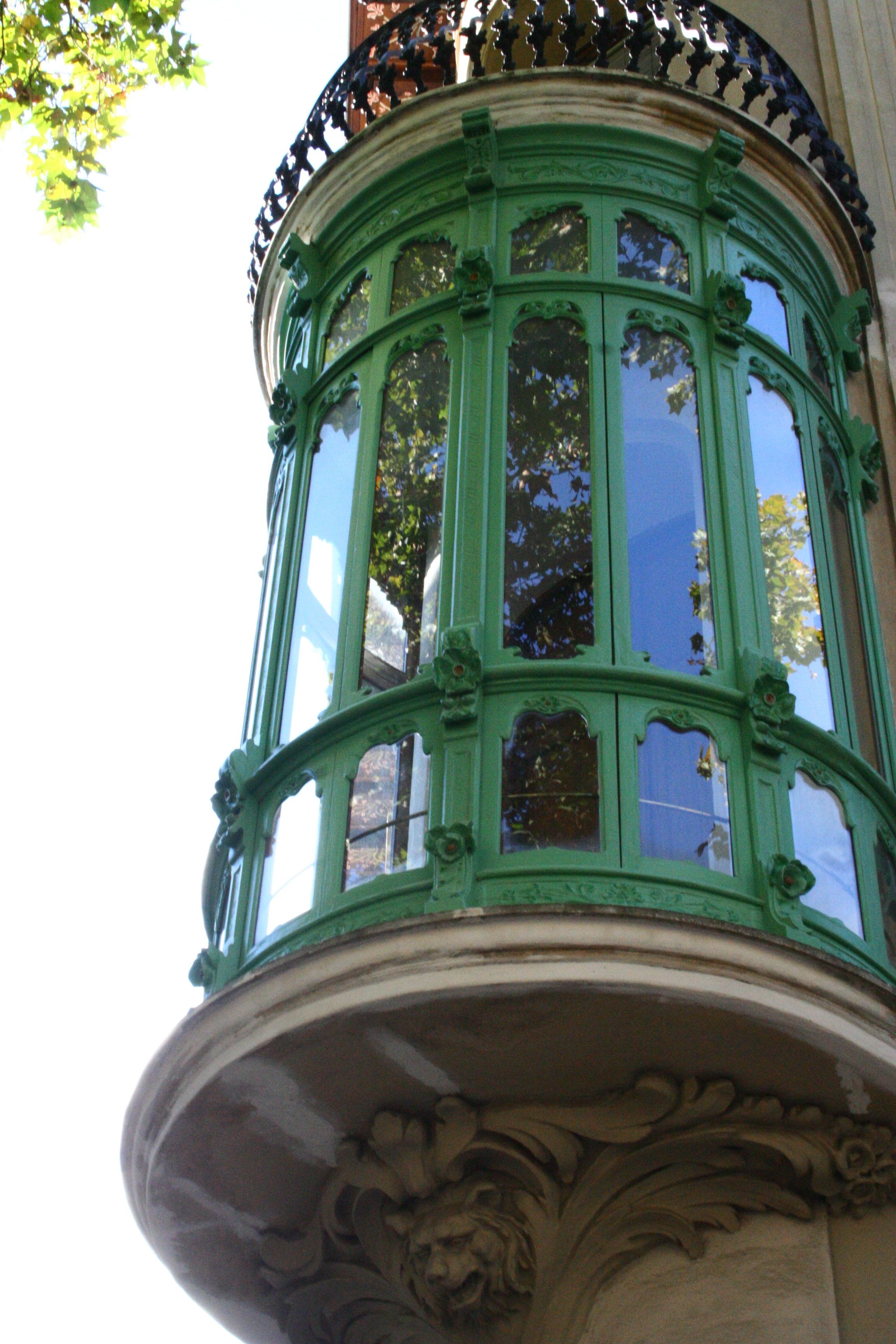
Mirador de l'edifici

En la solució de la façana s'atén a paràmetres clàssics de composició, amb una planta baixa diferenciada per la seua textura de la resta, que es resol amb llosetes ceràmiques bisellades i vidriades de color verd col·locades a trencajuntes, en la línia de l'arquitectura popular valenciana relacionada amb l'agricultura. En la part superior el remat el forma una filera de troneres que coronen els ritmes verticals de composició dels buits, i el ràfec de la coberta, que sobresurt sobre el llenç de la façana.
Les dues façanes no es diferencien en absolut en la seua concepció bàsica, ja que la lateral que dona al Portal del Lleó està tractada amb la mateixa importància que la de l'Albereda. Estan organitzades per un mòdul compositiu simètric que consisteix en una filera central vertical que recorre de dalt a baix la façana, amb buits simples en la primera i segona planta, i buits dobles laa meitat d'amples en la segona planta, tots ells amb balcons correguts que emergeixen de la façana i ampits resolts amb forja; més dues filades laterals més estretes amb buits iguals als situats en la banda central en el segon pis, amb ampits calats d'obra. Aquestes bandes estan emmarcades amb arrebossat i destaquen dels fons de rajola, creant una alternança de bandes verticals de diferents textures. Aquest mòdul es repeteix seqüencialment tres vegades en la façana de major desenvolupament i només una vegada en la menor, tret que fa que el conjunt guanye una gran unitat, remarcada amb el tractament unitari del sòcol i dels faldons de la coberta.
L'element més singular de l'edifici és el mirador del cantó, que respon a la seua important ubicació urbana, encara que no destaca en excés. El seu plantejament no és el més utilitzat, ja que normalment es desenvolupen a la llarga de tota la façana vertical de l'aresta i es corona amb una cúpula. En l'edifici Botella només es materialitza en el primer pis mitjançant un cos cilíndric calat que sobresurt del cantó, solucionat amb una subtil curvatura. En la seua arrancada apareix subjectat per una peça decorada amb motius vegetals i un cap de lleó, reflex de l'espai urbà on s'ubica. La formalització del volum cilíndric possibilita un balcó de planta circular amb barana de forja en el segon pis.